# Mauremys
Mauremys är ett släkte av sköldpaddor. Mauremys ingår i familjen Geoemydidae.
Arter enligt Catalogue of Life:
- Mauremys annamensis
- Kaspisk bäcksköldpadda (Mauremys caspica)
- Mauremys iversoni
- Mauremys japonica
- Iberisk bäcksköldpadda (Mauremys leprosa)
- Mauremys mutica
- Mauremys pritchardi
- Mauremys rivulata

The Reptile Database listar ytterligare tre arter:
- Mauremys nigricans
- Mauremys reevesii
- Mauremys sinensis